# 青柳舞
青柳 舞 (あおやぎ まい)は、日本のシンガーソングライター。FMラジオパーソナリティ等も行う。

## 来歴
- 4歳でピアノを始める。
- 8歳の時に作曲を始める。
- 2012年10月17日、1st Full Album「Life is Beautiful」全国リリース。
- 2014年7月、ゲームアプリCytus、Deemoに楽曲が採用される。
- 2016年9月16日、ゲームアプリVOEZに楽曲が採用される[2]。
- 2016年9月28日、花とポップスより3rd EP「これを愛と呼ぼう」全国リリース[3]。
- 2016年10月、産休。
- 2017年5月、現役復帰。
- 2018年10月、花とポップスを離脱。
- 2019年、ゲーム「UNREAL LIFE」にボーカルとして参加。